# Fisétinidine
La fisétinidine est une anthocyanidine.
Les profisétinidines sont un type de tanins condensés. Les tanins condensés sont des polymères de flavanols et les profisétinidines sont notamment composées de leuco-fisétinidines. Le nom provient du fait que ces tanins produisent de la fisétinidine, lors de leur hydrolyse en milieu acide.